# Corydoras melanotaenia
Cá chuột xanh vàng (Danh pháp khoa học: Corydoras melanotaenia) là một loài cá nước ngọt nhiệt đới thuộc phân họ Corydoradinae của họ Callichthyidae. Chúng có nguồn gốc ở các vùng nước nội địa ở Nam Mỹ, và được tìm thấy ở lưu vực sông Meta ở Colombia. 

## Đặc điểm
Các cá thể lớn tới 2,3 (5,8 cm). Chúng sống trong một khí hậu nhiệt đới trong nước với độ pH 6,0-8,0, độ cứng của nước 2-25 dGH, và một phạm vi nhiệt độ từ 73-77 °F (23-25 °C). Chúng ăn sâu, động vật giáp xác sống ở đáy, côn trùng và cây cối. Chúng đẻ trứng trong thảm thực vật dày đặc và con đực không bảo vệ những quả trứng của mình. Trong điều kiện nuôi nhốt, trứng được đẻ lên những chiếc lá rộng của cây trồng; trứng nở sau năm ngày. Thông thường, một phiên đẻ trứng sản xuất khoảng 150-180 trứng. Cá có tầm quan trọng thương mại trong ngành công nghiệp kinh doanh cá cảnh.